# Ozyptila rigida
Ozyptila rigida (лат.) — вид пауков семейства Пауки-бокоходы (Thomisidae). Встречается в Евразии: Азербайджан, Израиль, Саудовская Аравия. Длина тела самцов от 3,0 до 3,2 мм, самки до 4,8 мм (просома 2,1 мм). Основная окраска коричневая со светлыми и тёмными отметинами.
Голени первой пары ног вентрально с двумя парами шипов; волоски заострённые или булавовидные. Педипальпы самцов с тегулярным апофизом, эпигинум с чехлом. Первые две пары ног развёрнуты передними поверхностями вверх, заметно длиннее ног третьей и четвёртой пар. Паутину не плетут, жертву ловят своими видоизменёнными передними ногами.